# Campbell Hill (Ohio)
Pour les articles homonymes, voir Campbell Hill.
Campbell Hill est un sommet situé près de la ville de Bellefontaine, dans le comté de Logan en Ohio, aux États-Unis.
Avec seulement 472 mètres d'altitude, c'est pourtant le point culminant de l'État.

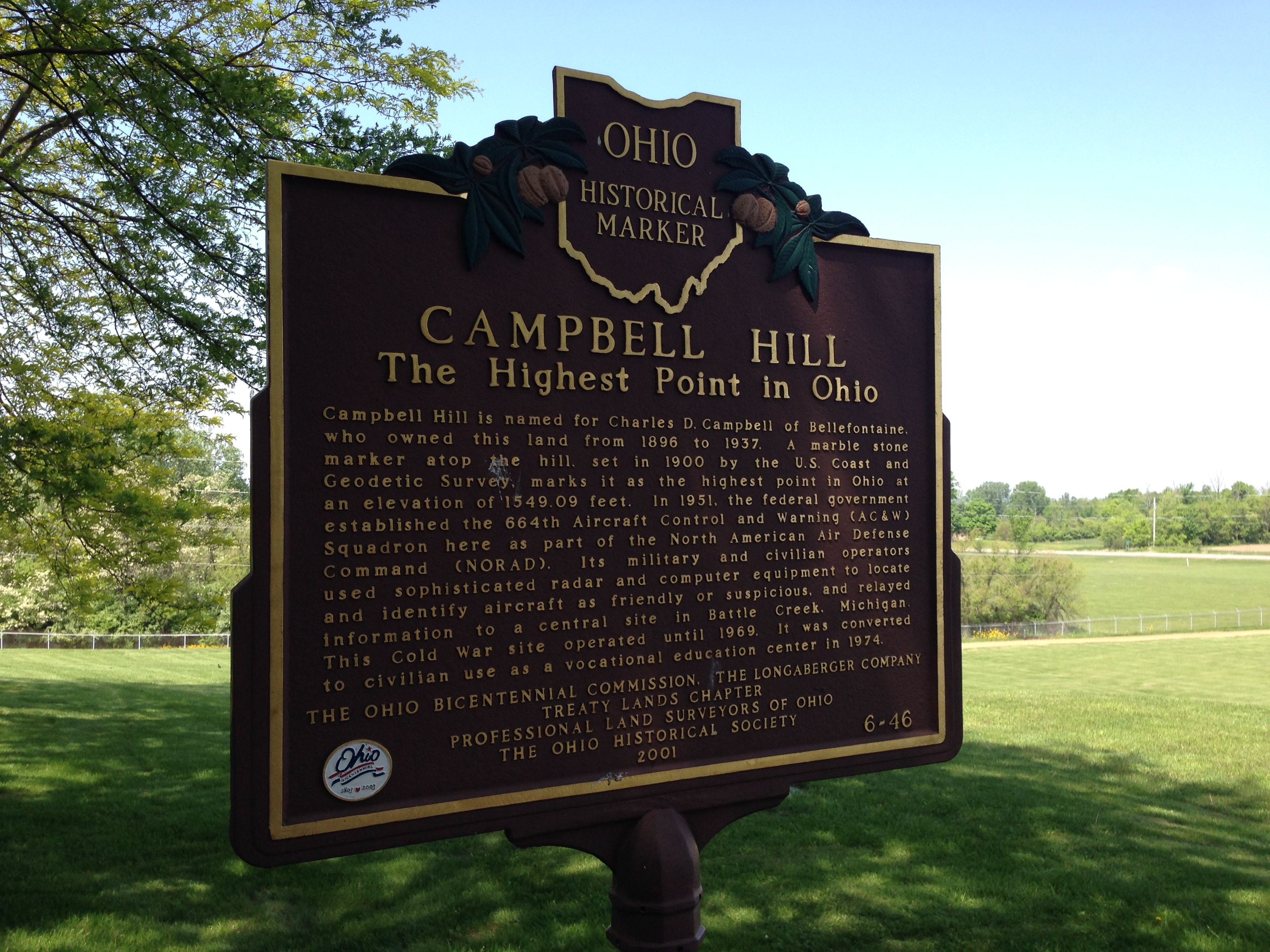
Panneau informatif à Campbell Hill.